# Trichorhina mulaiki
Trichorhina mulaiki là một loài chân đều trong họ Platyarthridae. Loài này được Schmalfuss miêu tả khoa học năm 2003.